# Čičiko Kajsarovič Bendeliani
Čičiko Kajsarovič Bendeliani, sovjetski letalski častnik, vojaški pilot in letalski as, * 29. januar 1913, † 20. julij 1944. 
Bendeliani je v svoji vojaški karieri dosegel 12 samostojnih in 13 skupnih zračnih zmag.

## Življenjepis
Med drugo svetovno vojno je bil pripadnik 43. lovskega in 54. gardnega lovskega letalskega polka.
S letali tipa P-39 Airacobra je opravil več kot 400 bojnih poletov.

## Odlikovanja
- heroj Sovjetske zveze